# История Барды
История Барды включает в себя историю города Барда Азербайджанской Республики начиная со средневекового периода до наших дней.

## История
В письменных источниках с начала раннего средневековья город Барда упоминается по-разному: Перозапат (пехл. Pērōzāpāt), Partav арм. Պարտավ,груз. ბარდავი/Bardavi, Барда (Берда’а, Бердаа) (араб. بردعة‎ и араб. بردع‎).
Впервые город был упомянут в письменных источниках, относящихся к V веку. Азербайджанский историк XIX века Мирза Джамал Джаваншир Карабаги в своем труде «История Карабаха» отмечает, что Барда являлась первым городом, заложенным на территории Карабаха.
Но многие источники говорят о том, что уже в l веке до н.э, царь царей Великой Армении, Тигран ll, в Карабахе(тогда Арцах), построил город Тигранакерт .
Впервые город был исследован азербайджанским публицистом XX века Абдурагим-бек Ахвердиевым.

## Средневековый период
Согласно сведениям армянского историка Мовсеса Каганкатваци, основы города были заложены в годы правления царя Кавказской Албании Ваче II (459—484 гг.).
На IV—V вв. приходится расцвет Барды. Начиная с 552 года, Барда являлась религиозным центром Кавказской Албании
В первой половине VII века Барда превратился в арену войн арабо-хазарских войн. В 628 году город был захвачен хазарами. Нападения сасанидских феодалов на Барду в 639 году отразил правитель Албании Джаваншир. При халифе Османе (644—656 гг.) Барда была взята арабами. В 752 году город превратился в столицу области Арран.
В 748—752 годах в Барде происходили антиарабские выступления.
Разрушенные во время арабо-хазарских войн части города были восстановлены в годы правления халифа Муавии (VII в.). Были сооружены крепостные стены вокруг города. Сам город был условно разделен на две части: центральная часть — Шахристан и ремесленный центр — Рабат с караван-сараями и кварталами купцов. В VIII—IX веках здесь находился знаменитый базар аль-Кюркий. Согласно сведениям арабских авторов — аль-Мугаддаси и аль-Истахри, численность населения города составляла около 100 тысяч человек
С распадом халифата и возникновением феодальных независимых государств на территории Аррана, Барда вплоть до конца X века входила в состав государства Саджидов и государства Саларидов.
В 944 году отряды киевского князя Игоря напали и захватили «Мать Аррана» — город Барда. Однако сопротивление местного населения и инфекционные заболевания вынудили славян покинуть город.
В 982 году Барда была взята Ширваншахами.
В XIIl веке город разорили монголы. Согласно сведениям арабского историка Ягута Аль-Хамави (1179—1229), город был сильно разрушен.

## Новое время
В XV веке Барда подверглась нападению армии эмира Тимура. В 1736 году город был разграблен Надир шахом.
В состав Карабахского ханства Барда вошла в качестве небольшого населенного пункта, численность населения которого не превышала 200—300 человек.

## Современный период
Для подавления Карабахского восстания, вспыхнувшего летом 1920 года, ряд азербайджанских городов — Барда, Тертер, Агдам, Ханкенди, Шуша были обстреляны из пушек и захвачены большевистскими силами.
Первые машинно-тракторные станции (МТС) в Азербайджанской ССР появились в Барде и Геранбое.
В 1944—1948 годах действовал драматический театр. 
В 1990 году Барда стала пристанищем для жителей Агдама, Кельдбаджара, Лачина, и позже, Ходжалы, лишившихся родных земель в Первой Карабахской войне.
24 марта 2006 года Президентом Ильхамом Алиевым было издано распоряжение «О дополнительных мерах по ускорению социально-экономического развития Агдамского, Бардинского и Тертерского районов».
В октрябре 2020 года территория Барда была обстреляна армянскими вооруженными силами из тактического ракетного комплекса «Точка-У». По азербайджанским данным погибло 21 мирных жителей, более 70 раненых.

## Исторические достопримечательности
- Баня в деревне Ширванлы (XII век)[23]
- Мавзолей «Аллах-Аллах» (XIV век);
- Склепы Ахсадан Баба (XIV век)[23]
- башенный мавзолей Ахмеда Нахчивани (1322 год);
- Джума-мечеть (1324 год)
- Средневековый купольный мавзолей в Гарагоюнлу;
- Мавзолей XVIII века в селе Гюльоглулар;
- Усыпальница Бахмана Мирзы (1880);
- Мечеть-мавзолей Имамзаде мавзолей-мечеть Имамзаде с четырьмя минаретами (XVII—XIX вв.):
- Мечеть Угурбейли[24]
- Остатки двух мостов на реке Тертерчай[25].